# کاترینا پالخا
کاترینا پالخا (اوکراینی: Катерина Борисівна Палеха؛ زادهٔ ۲۰ سپتامبر ۱۹۸۰) کماندار اهل اوکراین است. وی همچنین از کمانداران بازی‌های المپیک تابستانی ۲۰۰۴ بوده است. 